# Éric Humbertclaude
Éric Humbertclaude (Saint-Dié-des-Vosges, 5 maggio 1961) è un musicista, compositore, musicologo, organista, scrittore e saggista francese.

## Biografia
Vive la sua infanzia a La Bresse entrando così in contatto con la musica prima come strumentista nell'orchestra cittadina poi con l'organo della chiesa di San Lorenzo.
Abbandona La Bresse e si stabilisce a Parigi dove frequenta la classe di organo di André Fleury presso la Schola Cantorum de Paris.
Frequenta regolarmente, nel 1980, Pierre Boulez e gli autori spettrali Tristan Murail, Gérard Grisey e Hugues Dufourt, di cui subirà l'influenza.
La sua passione per la ricerca esoterica lo porta a scrivere un testo sull'alchimista Federico Gualdi nato a Venezia intorno al 1660.

## Opere
Saggi sulla musica e la creazione
- « Le reflet d'une oreille », in : 20eme siècle : images de la musique française : textes et entretiens, Sacem/Papiers, 1986 (ristampa anastatica in Hugues Dufourt : un univers bruissant, cf. infra) ;
- « Les modèles perceptuels par simulation instrumentale dans les œuvres de Tristan Murail », Dissonance, nº 13, Lausanne, 1987 (riedizione : La Revue musicale, nº421-424, Paris, 1991) ;
- (Re)lire Souvtchinski, testi scelti per Eric Humbertclaude, La Bresse : E. Humbertclaude, 1990, 301 p. ISBN 2-9504826-0-0 ;
- The Challenge of Tristan Murail's Work, Homestudio, revue Audiolab, Free, 1999 leggere online ;
- La transcription dans Boulez et Murail : de l’oreille à l’éveil, L’Harmattan, Univers musical, 1999, 98 p. ISBN 2-7384-8042-X ;
- « Luci su di un maestro minore : Federico Gualdi», in : AA. VV., Alchimia, a cura di Andrea De Pascalis e Massimo Marra, Mimesis, 2007, pp 63-116.  ISBN 978-88-8483-546-8 [1] ;
- Empreintes : regards sur la création musicale contemporaine, L’Harmattan, Univers musical, 2009, 82 p. ISBN 978-2-296-06979-4 ;
- La liberté dans la musique (Beethoven, Souvtchinski, Boulez), Aedam Musicae, 2012, ISBN 978-2-919046-05-8[2] ;
- Hugues Dufourt : un univers bruissant, L’Harmattan, Univers musical, 2012, 74 p. ISBN 978-2-336-00448-8 ;
- La création à vif : musique & corps en éveil, con Fabienne Gotusso, L'Harmattan, Univers musical, 2013, 102 p. ISBN 978-2-343-01954-3 ;
- Pierre Souvtchinski, cahiers d’étude, sotto la direzione di Éric Humbertclaude,  [Autori : Konrad Walterskirchen (Austria), Elena Poldiaeva (Russia) et Serge Glebov (USA)], L’Harmattan, Univers musical, 2006, 238 p. ISBN 2-296-01208-6.[3];

Storie
- Federico Gualdi à Venise. Fragments retrouvés (1660-1678) : recherches sur un exploitant minier alchimiste, L’Harmattan, 2010, 368 p. ISBN 978-2-296-13092-0 leggere online ;
- Récréations de Hultazob, L’Harmattan, Écritures, 2010, 96 p. ISBN 978-2-296-12546-9 ;

Poesia
- Joue, je pense à toi, L’Harmattan, Accent tonique, Poésie, 2011, 60 p. ISBN 978-2-296-55242-5 ;
- Bascule suivi de Vulnus, L’Harmattan, Écritures, 2012, 90 p. ISBN 978-2-336-00443-3 ;

Trascrizioni musicali
- Johannes Brahms, Trois Préludes opus posthume 122 pour Sextuor (vents et cordes), transcription de chorals pour orgue, Aedam Musicae, 2010;
- Jean-François Tapray, Cinq pièces inédites pour orgue, Delatour, 2015.